# Лига Алеф
Лига Алеф (Иврит: ליגת אלף) — третий по силе футбольный дивизион Израиля.

## История
Лига Алеф в Израиле была создана в сезоне 1949-50 годов, год спустя после обретения страной независимости. Однако финансовый кризис и военные действия привели к пропуску сезона 1950-1951. В сезоне 1951-1951 лига возобновила функционирование и получила название Лига Алеф. Также был пропущен сезон 1952-1953, и только в сезоне 1953-1954 соревнования возобновились.
В сезоне 1955-1956 Национальная лига получила статус высшего дивизиона, и поэтому Лига Алеф стала вторым по силе дивизионом. Летом 1976 после реструктуризации Лига Арцит стала вторым дивизионом, а Лига Алеф стала третьим. В 1999 высшим дивизионом стала Премьер-лига, первым — Национальная лига, а Лига Алеф осталась третьим по силе дивизионом.

## Структура
На сегодняшний день Лига Алеф разбита на 2 региональных поддивизиона, Южный и Северный.
В каждом дивизионе по 16 клубов, и победители дивизионов получают путёвку в Национальную лигу. Занявшие вторые места команды играют между собой плей-офф, и победитель получает право сразиться за дополнительную путёвку в Национальную лигу с занявшей там 14-е место командой.
Занявшие последние места команды переводятся в четвертый по силе дивизион — Лигу Бет.

### Состав команд лиги
В сезоне 2017-18 года состав лиги таков:
| Лига Алеф Север - X̅апоэль Ирони Бака эль-Гарбия - X̅апоэль Ас. Гильбоа - X̅апоэль X̅ерцлия - X̅апоэль Ирони Тверия - X̅апоэль Иксаль Амад - Маккаби Цур Шалом - ФК Тира - X̅апоэль Кафр Кана - X̅апоэль Бейт-Шеан Месилот - Хапоэль Мигдаль x̅а-Эмек - Маккаби Далият аль-Кармель - X̅апоэль Шаараим - X̅апоэль Ум эль-Фахм - ФК Хайфа Рони Шапиро - Маккаби Ирони Кирьят-Ата - X̅апоэль Иерусалим | Лига Алеф Юг - Секция Нес-Циона - X̅апоэль Бик'ат x̅а-Ярден - X̅апоэль Махане Йеx̅уда - X̅акоах Маккаби Амидар Рамат-Ган - Агудат Спорт Иерусалим - X̅апоэль Эзор - Маккаби Кабилио Яффо - Бейтар Кфар Саба - М.С. Димона - X̅апоэль Кфар Шалем - Маккаби Явне - М.С. Холон Йермияx̅у - М.С. Кафр Касем - X̅апоэль Ирони Ход x̅а-Шарон - Маккаби Ирони Кирьят-Гат - Маккаби Шаараим Реховот |